# Oecobiidae
Oecobiidae là một họ nhện. Họ này gồm có 6 chi và 102 loài.

## Các chi
- Oecobius Lucas, 1846 (Cosmopolitan)
- Paroecobius Lamoral, 1981 (Africa)
- Platoecobius Chamberlin & Ivie, 1935 (USA)
- Uroctea Dufour, 1820 (Mediterranean, Africa, Asia)
- Urocteana Roewer, 1961 (Senegal)
- Uroecobius Kullmann & Zimmermann, 1976 (South Africa)